# Che angelo sei
Che angelo sei è un album di inediti di Al Bano e Romina Power, pubblicato in Italia e in altri paesi europei nel 1982.
Un particolare successo hanno avuto le canzoni Che angelo sei e Tu soltanto tu. Il brano 1961 racconta i ricordi dell'infanzia di Al Bano a Cellino San Marco, il suo primo viaggio con il treno dal sud verso Milano e l'approccio con la grande città.

## Tracce
1. Che angelo sei (Cristiano Minellono, Romina Power, Albano Carrisi)  - 3:34
2. Abbandonati (Nakajima Miyuki, Romina Power, Guido Clericetti)  - 3:01
3. Meditando (Romina Power, Albano Carrisi, Romina Power)  - 3:08
4. Perché (Romina Power, Albano Carrisi)  - 3:53
5. Viaggiando (Romina Power, Albano Carrisi)  - 2:56
6. Tu soltanto tu (Cristiano Minellono, Michael Hoffman, Dario Farina)  - 3:37
7. Parigi è bella (Cristiano Minellono, Dario Farina)  - 3:15
8. 1961 (Albano Carrisi)  - 3:18
9. Anche tu (Romina Power, Albano Carrisi)  - 3:24
10. Io ti cerco (Romina Power, Albano Carrisi)  - 3:36

## Formazione
- Al Bano – voce
- Romina Power – voce
- Gunther Gebauer – basso
- Mats Bjorklund, Charly Hornemann – chitarra
- Curt Cress – batteria
- Geoff Bastow – sintetizzatore
- Paola Orlandi, Gabriele Balducci, Lalla Francia, Moreno Ferrara – cori

## Classifiche
| Classifica (1983) | Posizione massima |
| ----------------- | ----------------- |
| Germania          | 34                |